# Maria de Jesus dos Santos
María de Jesus, née le 10 septembre 1893 à Urqueira et morte le 2 janvier 2009 dans le Centre, est une supercentenaire portugaise qui a obtenu le titre de doyenne du Portugal le 11 juin 2008 à l'âge de 114 ans et 275 jours, puis celui de doyenne de l'humanité le 26 novembre 2008 à la suite du décès d'Edna Parker. Elle fut la dernière personne née en 1893 encore en vie. Elle est devenue également la 20e personne la plus âgée de tous les temps modernes.

## Biographie
Née à Urqueira, près de Ourém dans le centre du Portugal, dans un milieu très pauvre, elle avait perdu accidentellement l'usage d'un œil lorsqu'elle était enfant. Elle n'avait jamais été à l'école et ne savait ni lire, ni écrire. Elle avait commencé à travailler aux champs à 12 ans.
Elle s'est mariée en 1919 et est devenue veuve en 1951 à l'âge de 57 ans. Elle évitait de manger de la viande, préférant le poisson et les légumes. À l'âge de 100 ans, elle avait manifesté son désir d'apprendre à lire et à écrire mais sans y réussir.
Elle est morte le 2 janvier 2009 peu après 10 h lors de son transfert à l'hôpital à la suite d'un malaise survenu chez sa fille chez qui elle vivait.